# Salva (Romania)
Salva è un comune della Romania di 2893 abitanti, ubicato nel distretto di Bistrița-Năsăud, nella regione storica della Transilvania.